# Chrysanthrax edititius
Chrysanthrax edititius är en tvåvingeart som först beskrevs av Thomas Say 1829.  Chrysanthrax edititius ingår i släktet Chrysanthrax och familjen svävflugor. Inga underarter finns listade i Catalogue of Life.